# Samir Bekrić
Samir Bekrić (* 20. Oktober 1985 in Tuzla) ist ein ehemaliger bosnisch-herzegowinischer Fußballspieler.

## Karriere
Samir Bekrić begann seine Karriere beim FK Željezničar Sarajevo, mit dem er 2010 den nationalen Meistertitel gewinnen konnte. 2010 wechselte er zum koreanischen Verein Incheon United. 2011 wurde er vom kasachischen Verein Tobol Qostanai verpflichtet.
Seine Profikarriere beendete er zum Saisonabschluss 2022/23 beim bosnischen Verein FK Željezničar Sarajevo.
Seit dem 2. Juni 2023 ist er Sportdirektor beim FK Željezničar Sarajevo.